# Duff McKagan
Michael Andrew McKagan (Seattle, 5 de fevereiro de 1964), mais conhecido pelo seu nome artístico Duff McKagan é um músico estadunidense. Ele é mais conhecido por ser membro fundador e baixista por quase 30 anos da banda de hard rock Guns N' Roses, com quem alcançou sucesso mundial no final de 1980 e início de 1990 e também que deixou no auge de sua fama em 1997. Durante seus últimos anos com a banda, ele lançou um álbum solo, Believe in Me (1993), e formou por curta duração o supergrupo Neurotic Outsiders.
Após sua saída do Guns N' Roses em 1997, McKagan brevemente reuniu-se com sua banda de punk pré-sucesso de Seattle 10 Minute Warning. Eles, então, formaram a ainda ativa banda de hard rock Loaded, em que ele canta e executa riffs de guitarra. Entre 2002 e 2008, ele tocou baixo no supergrupo Velvet Revolver com seus ex-companheiros da banda Guns N' Roses, Slash e Matt Sorum. Ele se juntou com Jane's Addiction para um breve período em 2010. McKagan foi introduzido no Rock and Roll Hall of Fame em 2012 como membro do Guns N' Roses. Duff e Slash voltaram ao Guns n Roses para uma turnê, unidos novamente com Axl Rose. Em uma turnê pela América do Sul em 2015 voltou a integrar a banda Gun's n Roses, e seu primeiro show de retorno aos palcos no Brasil foi na cidade de Recife. Desde lá acompanha a banda ao redor do mundo.

## Biografia
McKagan nasceu na classe trabalhadora na região de Seattle, em 5 de fevereiro de 1964, o mais novo de oito filhos de  Alice Marie e Elmer "Mac" McKagan. Após o divórcio de seus pais, sua mãe apoiou a família, tendo um emprego como datilógrafa. Ele foi ensinado como tocar baixo por seu irmão Bruce, desenvolveu suas habilidades tocando junto com os álbuns de 1999 do Prince e Damaged do Black Flag. Duff descreve Seattle como "uma grande cidade do Rock N' Roll com um hip no cenário underground".
Duff tocou, ao todo, em 31 bandas no underground de Seattle, incluindo bandas como Ten Minute Warning e uma banda de hard-core punk chamada The Fartz (os peidos). Aos 19 anos se mudou para o sul da Califórnia onde conheceu Slash e Steven Adler formando a banda Road Crew. A banda se separou mas eles manteriam o contato, o que originaria posteriormente o convite de Duff para os dois ingressarem no Guns N' Roses.
| “ | Quando conheci Slash e Steven pela primeira vez foi estranho, pois nunca tinha conhecido caras como aqueles. Saímos e ficamos bêbados aquela noite. Criamos uma banda naquela noite. Era a banda do Slash. A Road Crew! | ” |

Após recrutar os membros do LA Guns, Axl Rose e Izzy Stradlin', o Guns N' Roses estava formado. Após um momento, Axl largou sua banda, Hollywood Rose, pelo LA Guns. Isso gerou alguns problemas pois Izzy agendou shows com as duas bandas em datas iguais — e não apareceu em nenhum deles. Os problemas das duas bandas geraram o nascimento de uma: Guns N' Roses. A nova formação finalizou-se em 6 de junho de 1985. Após dois dias de preparação, Duff e a banda tocaram na terça à noite pela primeira vez num bar conhecido como Troubadour.
Duff é um grande fã de bandas como Sex Pistols, Ramones e The Misfits — a música que Duff canta no álbum The Spaghetti Incident? e nas apresentações ao vivo da era Use Your Illusion eram do The Misfits. Em 1990 ele e Slash ajudaram Iggy Pop a escrever seu álbum Brick by Brick.
Duff casou-se pela primeira vez em 28 de maio de 1988 com Mandy Brix, de quem se separou em 1990. Casou novamente em setembro de 1992 com Linda Johnson e se separou dela em setembro de 1995.
Viciado em drogas e álcool, enquanto Stradlin' (não há informações reais que sua saída tenha relação com drogas), e Steven Adler deixaram a banda em 91 e 90 respectivamente. Stradlin retornaria na era Use Your Illusion devido a um acidente de motocicleta que impossibilitou Gilby Clarke, novo guitarrista base de tocar alguns shows devido a uma fratura no pulso. Duff sobreviveu de forma volátil por 11 anos no GN’R. Em 1993 começou seu projeto solo, com o álbum Believe In Me. Em 1997 foi anunciada sua saída oficial da banda. Nesse mesmo ano, escondido da imprensa e do grande público, Duff foi submetido a uma cirurgia de emergência no pâncreas, o que o obrigou a parar de vez com o consumo de álcool.
Em 27 de agosto de 1997 teve sua primeira filha, Grace, com Susan Holmes. Os dois casaram-se em 28 de agosto de 1999 e em julho de 2000 tiveram outra filha, Mae Marie.
Com o passar dos anos Duff tomou algum juízo e largou seu vício tornando-se um bom pai.
Colaborou com o projeto solo de Slash, que foi o de maior renome dentre os membros que fizeram carreira solo. Chegou a lançar um cd com o supergrupo chamado Neurotic Outsiders onde era guitarrista e vocalista, Matt Sorum e companheiro da era Use Your Illusion no Guns era baterista e tinha ainda Steven Jones [ex-Sex Pistols], guitarrista e John Taylor [Duran Duran], no baixo.
Tentou a sorte como ator em 1997 onde interpretava um "vampiro rocker morto".
Duff viveu entre Los Angeles e Seattle durante o período de 1994 a 1999 devido a doença de Parkinson a qual sua mãe lutou nesse período, e Duff sentiu que tinha de estar perto. Sua mãe faleceu no início de Abril de 1994 e desde então Duff vive em Seattle. Participou de bandas pequenas que ele criou e desfez rapidamente entre 2000 e 2001. Participou em 2001 de uma turnê pelo Japão com Izzy Stradlin', este que divulgava seu álbum solo "River".
Desde Abril de 2002 toca no projeto dos ex-Guns N' Roses Slash e Matt Sorum, o Velvet Revolver.
No dia 14/10/2010, Duff subiu ao palco novamente com o Guns N' Roses, em um show em Londres na Arena O2 , tocando 4 músicas : Nice Boys, You Could Be Mine, Knockin' On Heaven's Door e Patience.
O Loaded passou pelo brasil em novembro de 2011 fazendo quatro shows, no SWU, Porto Alegre, Curitiba e Rio de Janeiro.
A banda Loaded, liderada pelo baixista Duff McKagan, abriu dois shows do Guns N' Roses no dia 16/12/2011 em Seatle, nos EUA, e no dia 17/12/2011 em Vancouver, no Canadá. Como em 2010, Duff subiu ao palco do Guns N' Roses como convidado especial. Ele tocou You Could Be Mine nos dois shows, além de Civil War em Vancouver.
Em 2014 Duff subiu ao palco com o Guns N' Roses novamente em alguns shows da turne Shouth American Tour 2014 no Brasil, substituindo o baixista Tommy Stinson. Duff tocou em show com o Guns N' Roses em 2014 também na Argentina e em Las Vegas
Atualmente Duff está nas bandas Walking Papers como baixista e Duff McKagan's Loaded como guitarrista e vocalista. E sua filha mais velha a Grace esta em uma banda chamada The Pink Slips 97
Em 04/01/2016 Duff McKagan anunciou através do seu perfil no Facebook que está de volta ao Guns N' Roses, juntamente com seu companheiro de longa data Slash, tocarão no Coachella Festival em abril de 2016
Curiosidades
Duff McKagan foi a inspiração para o nome da famosa cerveja Duff (Duff beer) consumida na série animada Os Simpsons. 
A história está na sua biografia "É Tão Fácil - E Outras Mentiras" 
Duff conta que Axl Rose costumava apresentá-lo nos shows como "Duff, o rei da cerveja". Em 1988 ele recebeu um telefonema de um produtor de televisão pedindo a autorização para usar o seu nome em uma marca de cervejas em um desenho animado. Ele deu o "OK" e depois viu o desenho se tornar um dos programas mais populares e longevos de toda a história, porém ele jamais recebeu nada pela utilização do seu nome pois, na ocasião, ele não imaginava a proporção que o desenho se tornaria e não registrou nenhum direito autoral.

## Discografia

### Com Guns N' Roses
- EP Live ?!*@ Like a Suicide (1986)
- Appetite For Destruction (1987)
- G N' R Lies (1988)
- Use Your Illusion I (1991)
- Use Your Illusion II (1991)
- The Spaghetti Incident? (1993)
- Use Your Illusion (1998)
- Live Era: '87-'93 (1999)
- Greatest Hits (2004)
- Hard Skool (2022)

### Solo
- Believe in Me (1993)
- How to Be a Man (2015)
- Tenderness (2019)

### Com Velvet Revolver
- Contraband (2004)
- Libertad (2007)

### Com Loaded
- Episode 1999:Live (1999)
- Dark Days (2001)
- Wasted Heart (EP) (2008)
- Sick (2009)
- The Taking (2011)

### Com Walking Papers
- Walking Papers (2012)

### Com Ozzy Osbourne
- Ordinary Man (2020)

### Com Nando Reis
- Uma Estrela Misteriosa Revelará o Segredo (2024)

## Equipamento
- Baixos
  - Kramer
  - Gibson LPB-3 Les Paul
  - Fender Jazz Special Bass
  - Fender Precision (P-bass)
  - B.C. Rich Warlock (início do Guns)
  - Music Man (início do Guns)
- Amplificadores
- Utilizou amplificadores Marshalls JMP de guitarra na tourne do guns n roses para dar o som estalado , juntamente com o som gordo do GKrb2001 ( SEU AMP PRINCIPAL )
  - Gallien-Krueger 800RB Bass Amp
  - GK400RB (utilizou este cabeçote no início)
  - GK 4x10 RBH Cab
  - GK 1x15 RBH Cab
- Cordas
  - Rotosound Spacer
- Captadores
  - Seymour Duncan Bassline
- Efeitos
  - Yamaha SPX90 Chorus
- Outros
  - Palhetas Jim Dunlop Tortex (.73)
  - Correias Jim Dunlop DD